# Ambrose Kingsland

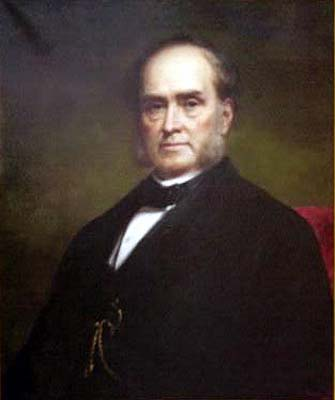
Ambrose Kingsland

Ambrose Cornelius Kingsland (* 24. Mai 1804 in New York City; † 13. Oktober 1878 ebenda) war ein US-amerikanischer Politiker. Zwischen 1851 und 1853 war er Bürgermeister der Stadt New York.

## Werdegang
Über die Jugend und Schulausbildung von Ambrose Kingsland ist nichts überliefert. Später war er ein erfolgreicher Händler mit Spermöl, einem Walratsöl. Dabei brachte er es zu einem beträchtlichen Reichtum. Politisch schloss er sich der in den 1830er Jahren gegründeten Whig Party an. Im Jahr 1851 wurde er zum Bürgermeister der Stadt New York gewählt. Dieses Amt bekleidete er für eine Amtszeit zwischen 1851 und 1853.  Damals wurden die gesetzlichen Voraussetzungen zur Gründung des Central Park geschaffen, der dann 1873 fertiggestellt wurde. Das Stadtgebiet von New York erstreckte sich bis 1898 im Wesentlichen auf den heutigen Stadtteil Manhattan. Nach dem Ende seiner Zeit als Bürgermeister ist Ambrose Kingsland politisch nicht mehr in Erscheinung getreten.  Er starb am 13. Oktober 1878.